# Luis Carlos Perea
Luis Carlos Perea (Turbo, 29 de dezembro de 1963) é um ex-futebolista colombiano que atuava como zagueiro.

## Carreira
Nascido em Turbo, Perea se destacou principalmente com as camisas de Independiente Medellín e Atlético Nacional entre 1983 (ano em que iniciou a carreira profissional) e 1993, tendo como destaque as conquistas da Copa Libertadores da América de 1989 e da Copa Interamericana (bicampeão em 1989 e 1995), todas como atleta dos Verdolagas. Defendeu também Atlético Junior e Deportes Tolima em seu país natal, tendo sua única experiência fora do futebol colombiano na temporada 1994–95, atuando no Toros Neza (México).
Após deixar o Atlético Nacional em 1998, mudou-se para os Estados Unidos no ano seguinte e negociou com Miami Fusion e Tampa Bay Mutiny, mas optou em encerrar a carreira aos 35 anos.

## Seleção
Pela Seleção Colombiana, Coroncoro estreou em 1987, num amistoso contra o Equador. Representou os Cafeteros em 3 edições da Copa América (1987, 1991 e 1993) e na Copa do Mundo de 1990, a primeira disputada pela Colômbia desde 1962, tendo disputado os 4 jogos da equipe nesta última.
O zagueiro ainda seria convocado para a Copa de 1994. Credenciada pela campanha nas eliminatórias sul-americanas, onde chegaram a vencer a Argentina por 5 a 0 em plena Buenos Aires, a Colômbia foi apontada como uma das seleções favoritas ao título, porém as derrotas para Romênia e Estados Unidos causaram a eliminação colombiana ainda na fase de grupos. Perea, que foi titular nas 2 partidas, perdeu a vaga para Alexis Mendoza no último jogo da fase de grupos, contra a Suíça, acompanhando no banco de reservas a vitória por 2 a 0 sobre a Suíça, que não ajudou (a Colômbia ficou na última posição do grupo A). O jogo contra os Estados Unidos foi também o último dos 78 disputados pelo atleta, que marcou 2 gols (um contra o Canadá, em 1988, e outro contra o Uruguai na Copa América de 1993).

## Vida pessoal
Seu filho, Luis Alberto, é também futebolista profissional (atua como atacante). Foi ainda eleito um dos 100 latinos mais influentes que residiam em Miami.

## Títulos
Atlético Nacional
- Copa Libertadores da América: 1989
- Copa Interamericana: 1989, 1995

### Individuais
- Equipe Ideal da América: 1993